# 만도 디아오
만도 디아오(Mando Diao)는 스웨덴 보랭예(Borlänge) 출신의 개러지, 얼터너티브 록 밴드이다. 이 밴드는 《Hurricane Bar》 앨범을 통해 비약적인 성공을 이루었다. 이 앨범의 수록곡인 〈God Knows〉는 FIFA 06에 사용되었다. 팬층은 주로 스웨덴, 독일 그리고 일본에 있다.

## 결성
만도 디아오의 전신은 1995년 만도 디아오의 전 멤버였던 다니엘 하글룬드와 비욘 딕스가드가 있었던 Butler라는 밴드이다. 4년 동안 밴드 구성원들이 바뀌었고, 현재 구성 멤버들은 좀 더 진지하게 밴드를 꾸려나갈 결심을 하였다.
비욘 딕스가드와 구스타프 노렌은 14개월 동안 여름 별장에 함께 동거하며 곡을 만들었다. 그들은 영감의 원천으로 비틀즈를 꼽았다. 그들의 말에 따르면, 구스타프는 비욘과 밤새도록 비틀즈에 대해 이야기를 나눈 후 밴드의 멤버가 되었다고 한다.
두 사람은 그들의 밴드를 만도 디아오로 개명했다. 만도 디아오는 특별한 의미는 없으며, 비욘 딕스가드의 꿈 속에서 어떤 남자가 나타나 그에게 "만도 디아오!" 라고 외쳤다는데서 따왔다고 한다.

## 활동
새롭게 개명한 밴드는 그들의 첫 번째 데뷔 무대를 1999년 그들의 고향인 보랭예Borlänge에서 선보였다. 지역 기자는 당시 기사에서 그들은 '자신이 본 아마추어 밴드 중 최고'였다고 설명했다. 곧 그들은 EMI 스웨덴과 레코드 계약을 맺었다. 그리고 2002년, 그들의 첫 번째 앨범 《Bring 'Em In)》이 스웨덴에서 발매되었다.
이 앨범에는 그들의 초기 데모 버전의 노래들과 부분적으로 2003년 밴드를 탈퇴한 키보디스트 다니엘 하글룬드의 지하실에서 녹음되었던 곡들이 수록되어 있다. 2003년, 그들은 레이블 MUTE를 통해 전 세계적으로 그들의 첫 번째 싱글 〈Sheepdog〉을 발매하였다.2004년에 밴드는 그 해 가장 성공적인 신인밴드로서 음악 언론 등의 찬사를 받았다. 앨범 《Hurricane Bar》는 2004년에 발매되었다. 그들의 세 번째 앨범 《Ode to Ochrasy》는 2006년에 발매되었다. 2006년 말, DVD "Down in the Past"를 발매하였다. 그리고 2007년 4월 2일, 레이블 Nettwerk를 통해 이전 버전엔 수록되지 않은 4개의 보너스 트랙을 담은 《Ode to Ochrasy》가 영국에 발매되었다. 2007년 10월 그들의 네 번째 앨범 《Never Seen The Light Of Day》가 발매되었다. 2009년 2월 20일, 그들의 다섯 번째 앨범 《Give Me Fire》가 발매되었고, 첫 번째 싱글 〈Dance With Somebody〉가 2009년 1월 16일에 발매되었다.
비욘과 구스타프가 작사와 작곡을 하였고, 만도 디아오와 Salazar Brothers가 프로듀싱을 맡았다. 새 앨범 《Give Me Fire》는 독일, 오스트리아, 스위스에서 1위로 데뷔하였고, 스웨덴에서는 2위, 그리고 그리스에서는 39위를 기록하였다.
2009년 한 해, 독일과 영국, 미국 그리고 아시아 여러 곳에서의 150회 가량되는 공연은 그들의 입지를 더욱 굳건히 만드는 계기가 되었다. 만도디아오는 또한 유럽의 규모가 큰 음악 페스티벌의 헤드라이너로 활약했으며, 인기 TV쇼에 출연했다. 만도디아오는 앨범 《Give Me Fire》와 싱글〈Dance With Somebody〉로 국제적으로 큰 성공을 거두었다. 그들의 앨범은 독일, 오스트리아 그리고 스위스 차트의 정상을 차지했다. 이로 그들은 두개의 플래티넘, 하나의 골드 기록을 달성했다. 〈Dance With Somebody〉는 2009년 독일에서 모든 카테고리를 통틀어 라디오에서 가장 많이 방송되었다. 또한 독일 아이튠즈에서 올해의 트랙으로 뽑히기도 하였다. 또한 뮤직 비디오는 유튜브에서 1,300만 번이나 재생되었다. 〈Dance With Somebody〉는 "Dancing With the Stars."라는 미국 프로그램의 12번 째 시즌의 TV 광고에 사용되었다.
그리고 2010년 2월, 스웨덴 정부로부터 2009 Government's music export award를 수상하였다.

## 투어
가장 많이 인기가 있는 곳은 독일, 일본 그리고 그들의 고향인 스웨덴이지만, 만도 디아오는 전 세계를 돌며 투어 공연을 해왔다. 그들은 2005년 밴드 "The Colour"와 함께 밴드 "The Bravery"를 서포트 했다. 2006년 만도 디아오의 유럽 투어에서 밴드 "Razorlight"과 "Johnossi"가 서포트 밴드를 맡았다. 또한 "Larrikin Love"와 함께 밴드 Dirty Pretty Things를 서포트 했다.
2007년 1월 말, 만도 디아오는 그들의 라이브 콘서트에서 일어난 일로 대서특필이 되었다.
이 사고 이후, 다친 팬들을 위해 자신들이 무언가를 할 수 있을까 싶어 만도 디아오는 그 지역에 남았다. 그들은 입원한 팬들을 개인적으로 방문했고, 그날 저녁 못 다한 또 다른 콘서트를 계획했다.
만도 디아오는 2007년 4월 29일 "Coachella Valley Music and Arts Festival"에서 공연을 가졌고, 7월 7일 독일 함부르크에서 열린 "Live Earth concert"에서 공연을 하였다. 2007년 여름 이후, 만도 디아오는 유명한 스웨덴 재즈 뮤지션 Nils Janson과 Nils Berg의 서포트 밴드로 활동했다.
만도 디아오의 보컬 비욘 딕스가드는 2007년 말 유럽에서 솔로 투어를 하였다.
2008년 1월 3일, 만도 디아오는 《Give Me Fire》 투어 공연을 미국 L.A에서 가졌다.
2010년 9월 2일, 만도 디아오는 베를린 유니언 필름 스튜디오에서 MTV Unplugged 콘서트를 녹화했고, The Kinks의 Ray Davies와 Juliette Lewis, Daniel Haglund, Klaus Voormann, Lana Del Rey가 피쳐링에 참여했다. 콘서트의 CD와 DVD는 2010년 말에 발매되었다.

## 디스코그래피

### 스튜디오 앨범
| 연도 | 음반정보                                                                | 차트 | 차트 | 차트 | 차트 | 차트 | 기록                        |
| 연도 | 음반정보                                                                | SWE  | AUT  | CHE  | GER  | NLD  | 기록                        |
| ---- | ----------------------------------------------------------------------- | ---- | ---- | ---- | ---- | ---- | --------------------------- |
| 2002 | <Bring 'Em In> - Released: October 2002 - Label: EMI/Majesty/Mute       | 5    | —    | —    | —    | —    | - JPN: Gold - SWE: Gold     |
| 2004 | <Hurricane Bar> - Released: September 22, 2004 - Label: Majesty/Mute    | 6    | 25   | 26   | 18   | —    | - AUT: Gold - GER: Gold     |
| 2006 | <Ode to Ochrasy> - Released: August 25, 2006 - Label: Majesty/Mute      | 7    | 2    | 5    | 3    | —    | - AUT: Gold - GER: Gold     |
| 2007 | <Never Seen the Light of Day> - Released: October 22, 2007 - Label: EMI | 9    | 10   | 10   | 9    | —    |                             |
| 2009 | <Give Me Fire> - Released: February 13, 2009 - Label: Universal         | 2    | 1    | 1    | 1    | 38   | - AUT: Gold - GER: Platinum |

### 싱글 / EP
| 연도 | 싱글                                              | 차트 | 차트 | 차트 | 차트 | 차트 | 차트 | 차트 | 차트 | 앨범                                        |
| 연도 | 싱글                                              | SWE  | AUT  | CHE  | FIN  | GER  | GRE  | NLD  | UK   | 앨범                                        |
| ---- | ------------------------------------------------- | ---- | ---- | ---- | ---- | ---- | ---- | ---- | ---- | ------------------------------------------- |
| 2002 | "Motown Blood EP"                                 | 37   | —    | —    | —    | —    | —    | —    | —    | <Bring 'Em In>                              |
| 2002 | "Mr. Moon"                                        | 33   | —    | —    | —    | —    | —    | —    | —    | <Bring 'Em In>                              |
| 2002 | "The Band"                                        | 52   | —    | —    | —    | —    | —    | —    | —    | <Bring 'Em In>                              |
| 2003 | "Sheepdog"                                        | —    | —    | —    | —    | —    | —    | —    | —    | <Bring 'Em In>                              |
| 2004 | "Paralyzed EP"                                    | —    | —    | —    | —    | —    | —    | —    | 140  | <Bring 'Em In>                              |
| 2004 | "Clean Town"                                      | 29   | —    | —    | —    | —    | —    | —    | —    | <Hurricane Bar>                             |
| 2004 | "Down in the Past"                                | —    | —    | —    | —    | 87   | —    | —    | 238  | <Hurricane Bar>                             |
| 2005 | "You Can't Steal My Love"                         | —    | —    | —    | —    | —    | —    | —    | 73   | <Hurricane Bar>                             |
| 2005 | "God Knows"                                       | —    | —    | —    | —    | 90   | —    | —    | 64   | <Hurricane Bar>                             |
| 2006 | "Long Before Rock 'N' Roll"                       | 16   | 53   | 69   | —    | 53   | —    | —    | —    | <Ode to Ochrasy>                            |
| 2006 | "Good Morning, Herr Horst"                        | —    | —    | —    | —    | —    | —    | —    | —    | <Ode to Ochrasy>                            |
| 2007 | "TV & Me"                                         | —    | —    | —    | —    | —    | —    | —    | —    | <Ode to Ochrasy>                            |
| 2007 | "The Wildfire (If It Was True)"                   | —    | —    | —    | —    | —    | —    | —    | —    | <Ode to Ochrasy>                            |
| 2007 | "Ochrasy"                                         | —    | —    | —    | —    | —    | —    | —    | —    | <Ode to Ochrasy>                            |
| 2007 | "If I Don't Live Today, I Might Be Here Tomorrow" | 15   | —    | —    | —    | —    | —    | —    | —    | <Never Seen the Light of Day>               |
| 2007 | "Never Seen the Light of Day"                     | 34   | —    | —    | —    | —    | —    | —    | —    | <Never Seen the Light of Day>               |
| 2008 | "Train on Fire"                                   | —    | —    | —    | —    | —    | —    | —    | —    | <Never Seen the Light of Day>               |
| 2009 | "Dance with Somebody"                             | 4    | 1    | 3    | 13   | 2    | 4    | 9    | —    | <Give Me Fire>                              |
| 2009 | "Gloria"                                          | 12   | 32   | 49   | —    | 33   | —    | 77   | —    | <Give Me Fire>                              |
| 2009 | "Mean Street EP"                                  | —    | —    | —    | —    | 89   | —    | —    | —    | <Give Me Fire>                              |
| 2009 | "The Quarry"                                      | —    | —    | —    | —    | —    | —    | —    | —    | <The Malevolence of Mando Diao 2002-2007>   |
| 2009 | "Nothing Without You"                             |      |      |      |      |      |      |      |      | <Give Me Fire (Special Ltd.Winter Edition)> |
| 2010 | "Down in the Past (Mtv Unplugged)"                |      |      |      |      |      |      |      |      | Mtv Unplugged-Above and Beyond              |

### 컴필레이션 앨범
| 연도 | 음반정보                                                                          | 차트 | 차트 | 차트 | 차트 | 차트 | 앨범 |
| 연도 | 음반정보                                                                          | SWE  | AUT  | CHE  | GER  | NLD  | 앨범 |
| ---- | --------------------------------------------------------------------------------- | ---- | ---- | ---- | ---- | ---- | ---- |
| 2009 | The Malevolence Of Mando Diao 2002-2007 - Released: October 12, 2009 - Label: EMI | 30   | 67   | —    | 58   | —    |      |

### 라이브 앨범
| 연도 | 음반정보                                                                                             | 차트 | 차트 | 차트 | 차트 | 차트 | 앨범 |
| 연도 | 음반정보                                                                                             | SWE  | AUT  | SWI  | GER  | NLD  | 앨범 |
| ---- | --- | ---- | ---- | ---- | ---- | ---- | ---- |
| 2010 | MTV Unplugged - Above and Beyond - Released: November 12, 2010 - Label: Universal Records\|Universal | 46   | —    | —    | 6    | —    |      |

### DVD
- Down in the Past (2006)

### 뮤직비디오
| 연도 | 제목                                              | 디렉터                                            | 앨범                                       |
| ---- | ------------------------------------------------- | ------------------------------------------------- | ------------------------------------------ |
| 2002 | "Mr. Moon"                                        | Magnus Härdner (Produced by Christoffer Sahlgren) | <Bring 'Em In>                             |
| 2002 | "The Band"                                        | Håkan Schüler                                     | <Bring 'Em In>                             |
| 2003 | "Sheepdog"                                        | Pontus Andersson                                  | <Bring 'Em In>                             |
| 2003 | "Paralyzed"                                       | Håkan Schüler                                     | <Bring 'Em In>                             |
| 2004 | "Clean Town"                                      | Amir Chamdin                                      | <Hurricane Bar>                            |
| 2004 | "God Knows"                                       | Johan Torell & John Nordqvist                     | <Hurricane Bar>                            |
| 2004 | "Down in the Past"                                | Kristoffer Diös                                   | <Hurricane Bar>                            |
| 2005 | "You Can't Steal My Love"                         | Mauricio Molinari                                 | <Hurricane Bar>                            |
| 2006 | "Long Before Rock 'N' Roll"                       | Daniel Eskils                                     | <Ode to Ochrasy>                           |
| 2006 | "Good Morning, Herr Horst"                        | Lovisa Inserra                                    | <Ode to Ochrasy>                           |
| 2006 | "TV & Me"                                         | Kalle Haglund                                     | <Ode to Ochrasy>                           |
| 2007 | "The Wildfire (If It Was True)"                   | Gilly Barnes                                      | <Ode to Ochrasy>                           |
| 2007 | "Ochrasy"                                         | Lovisa Inserra                                    | <Ode to Ochrasy>                           |
| 2007 | "If I Don't Live Today, I Might Be Here Tomorrow" | Andreas Nilsson                                   | <Never Seen the Light of Day>              |
| 2007 | "Never Seen the Light of Day"                     | Marcus Engstrand                                  | <Never Seen the Light of Day>              |
| 2008 | "Train On Fire"                                   | Björn Fävremark & John Boisen/Stark               | <Never Seen the Light of Day>              |
| 2008 | "Dance With Somebody"                             | Matt Wignall & Vern Moen                          | <Give Me Fire>                             |
| 2009 | "Gloria"                                          | Jörn Heitmann                                     | <Give Me Fire>                             |
| 2009 | "Mean Street"                                     | Matt Wignall                                      | <Give Me Fire>                             |
| 2009 | "Nothing Without You"                             | Matt Wignall                                      | <Give Me Fire(Special Ltd.Winter Edition)> |

### 특이사항
- 〈God Knows〉는 EA Sports의 게임 FIFA 06에 사용되었다.
- 〈Down in the Past〉는 EA Sports의 게임 2006 Fifa World Cup Germany와 NHL 06에 사용되었다.
- 〈The Wildfire (If It Was True)〉는 EA Sports의 게임 NHL 08에 사용되었다.
- 〈Sheepdog〉은 영국 드라마 스킨스에 사용되었다.
- 〈Sweet Ride〉는 2005년 영화 <The Ringer>에 사용되었다.
- 〈Long Before Rock and Roll〉은 드라마 스크럽스에 사용되었다.
- 〈God Knows〉는 2007년 토미 힐피거 데님 광고에 사용되었다.
- 〈Dance With Somebody〉는 2009년 포르투갈 NOW 20 cd에 수록되었다.
- 〈Mean Street〉는 EA Games의 게임 Need for Speed: Shift에 사용되었다.